# Bowiemesser
Bowie-Messer sind eine Art von zuerst in den USA verbreiteten, schweren Arbeits- und Kampfmessern. Sie gehören zu den Legenden des Wilden Westens und sind nach James Bowie benannt. Sie wurden von Soldaten im Amerikanischen Bürgerkrieg und später noch von Cowboys und Büffeljägern getragen. Der Senat von Arkansas hat das Bowiemesser zum offiziellen Messer des Bundesstaates gekürt.

## Beschreibung

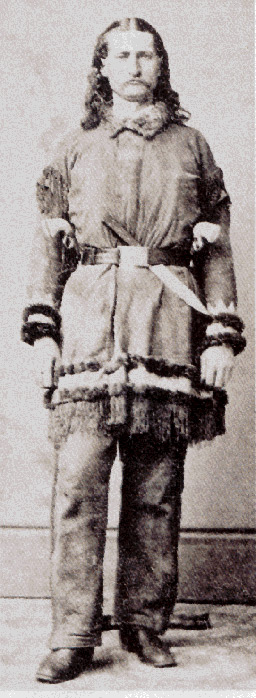
Der Westernheld Bill Hickok mit zwei Revolvern und einem Bowiemesser

Der Name des Messers geht auf James „Jim“ Bowie zurück, der im frühen 19. Jahrhundert an Messerstechereien beteiligt war. Die Legende besagt, dass die ersten dieser Messer von seinem Bruder, Rezin P. Bowie, so entworfen wurden, dass sie sowohl als Feldmesser und Jagdmesser als auch als Kampfmesser eingesetzt werden konnten. Es ist bekannt, dass Rezin P. Bowie eine Anzahl dieser Messer bei Searles in Baton Rouge herstellen ließ, um sie Freunden zu schenken.
Die gebräuchlichste Form des Bowiemessers hat eine Klinge von mindestens 15 cm, wobei einzelne Klingen auch eine Länge von bis zu 30 cm haben können. Die Breite beträgt meistens 4 bis 5 cm. Die Rückseite der Klinge ist oft mit Kerben (sog. 'filework') oder einer Auflage aus weichem Metall versehen (z. B. Kupfer oder Messing), um die Klinge gegnerischer Messer abfangen zu können. Als typisch gilt eine einschneidige Clip-Point-Klinge mit Entenschnabel- oder Pandurenspitze. Diese Form wird auch Hechtmaulspitze genannt und ist historisch auch in Europa in der frühen Neuzeit bei großen Jagdmessern verbreitet gewesen. Zwischen Klinge und Griff sitzt ein meist großes Parierelement aus Neusilber oder anderen Buntmetallen, die Griffschalen sind oft aufgenietet und aus Holz, Elfenbein oder Geweih. Es gibt ebenso viele Ausführungen mit Spitzangel und Vollgriff.
Hauptlieferant für Bowiemesser war die in Sheffield, England, angesiedelte Messerindustrie. Einer der bekanntesten Hersteller war George Wostenholm & Sons, Washington Works, Sheffield, der seine Messer mit der Bezeichnung IXL (I excel) versah. Unter den Dutzenden von Herstellern sind auch W. Butcher, Rogers & Sons und Wilkinson W. & Son bekannt.
Seltener anzutreffen sind Bowies aus amerikanischer Produktion. Vor dem Amerikanischen Bürgerkrieg wurden viele handwerklich von Messerschmieden hergestellt. Industrielle Hersteller waren die Bridgeport Gun Implement Company‚ C.Roby, und später die John Russel Manufacturing Company in Deerfield, Massachusetts. Nach Ausbruch des Kriegs 1861 kamen auch kombinierte Bowie-Bajonettmesser auf den Markt, und die U.S. Navy führte das bereits 1856 von Admiral John A. Dahlgren vorgeschlagene Dahlgren-Bowie-Bajonett ein. Nach dem Bürgerkrieg verschwand das Bowiemesser allmählich, da es nicht mehr als Kampfmesser gebraucht wurde. Ende des 19. Jahrhunderts wurden bei der Springfield Armory (Massachusetts) 2800 Bowie-Bajonette für das im Spanisch-Amerikanischen Krieg und im Philippinisch-Amerikanischen Krieg verwendete Krag-Gewehr hergestellt.

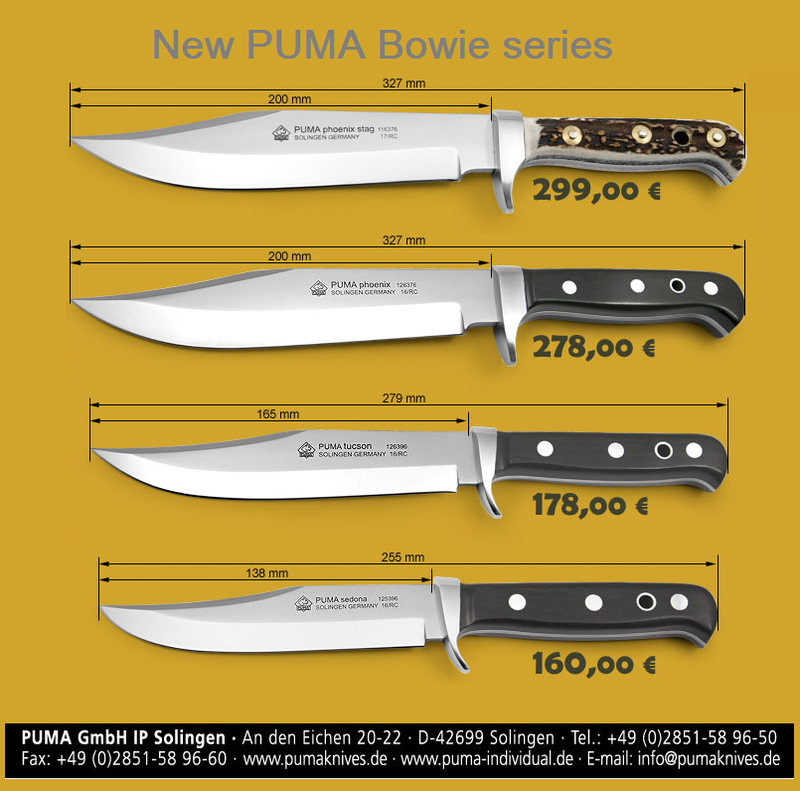
Alte Werbeanzeige der Firma PUMA - Beispiele verschiedener Typen an Bowie Messern

Die Entwicklung der Bowiemesser in Deutschland lässt sich bis ins 19. Jahrhundert zurückverfolgen. wurde das Bowie-Messer ursprünglich in den USA populär, doch deutsche Hersteller begannen ab Mitte des 19. Jahrhunderts, hochwertige Messer im Stil des amerikanischen Vorbilds zu produzieren.
Deutsche Firmen wie PUMA (Lauterjung & Sohn), gegründet 1769 in Solingen, sowie Firmen wie: Hubertus, Anton Wingen Othello, Linder und C. Jul. Herbertz, die im späten 19. Jahrhundert aufkamen, profitierten von der renommierten Schneidwaren-Tradition der Region Solingen, die bereits im Mittelalter für ihre hochwertigen Klingen bekannt war. Einige Hersteller spezialisierten sich auf robuste, handgefertigte Bowiemesser, die sowohl sich auf dem US-Markt großer Beliebtheit erfreuten.
Im Vergleich zu Sheffield, das seit dem 18. Jahrhundert für seine industriell gefertigten Messer berühmt war, setzte Deutschland stärker auf handwerkliche Qualität und Innovation. Die deutsche Messerindustrie entwickelte sich somit zu einem bedeutenden Zentrum für langlebige und funktionale Bowiemesser, wobei die Tradition der Handwerkskunst stets gewahrt blieb.

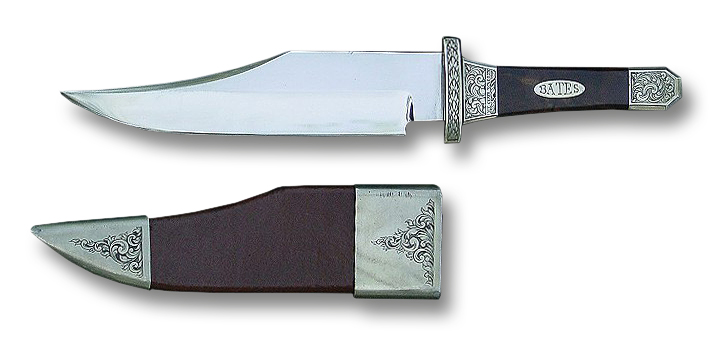
Modernes Bowie
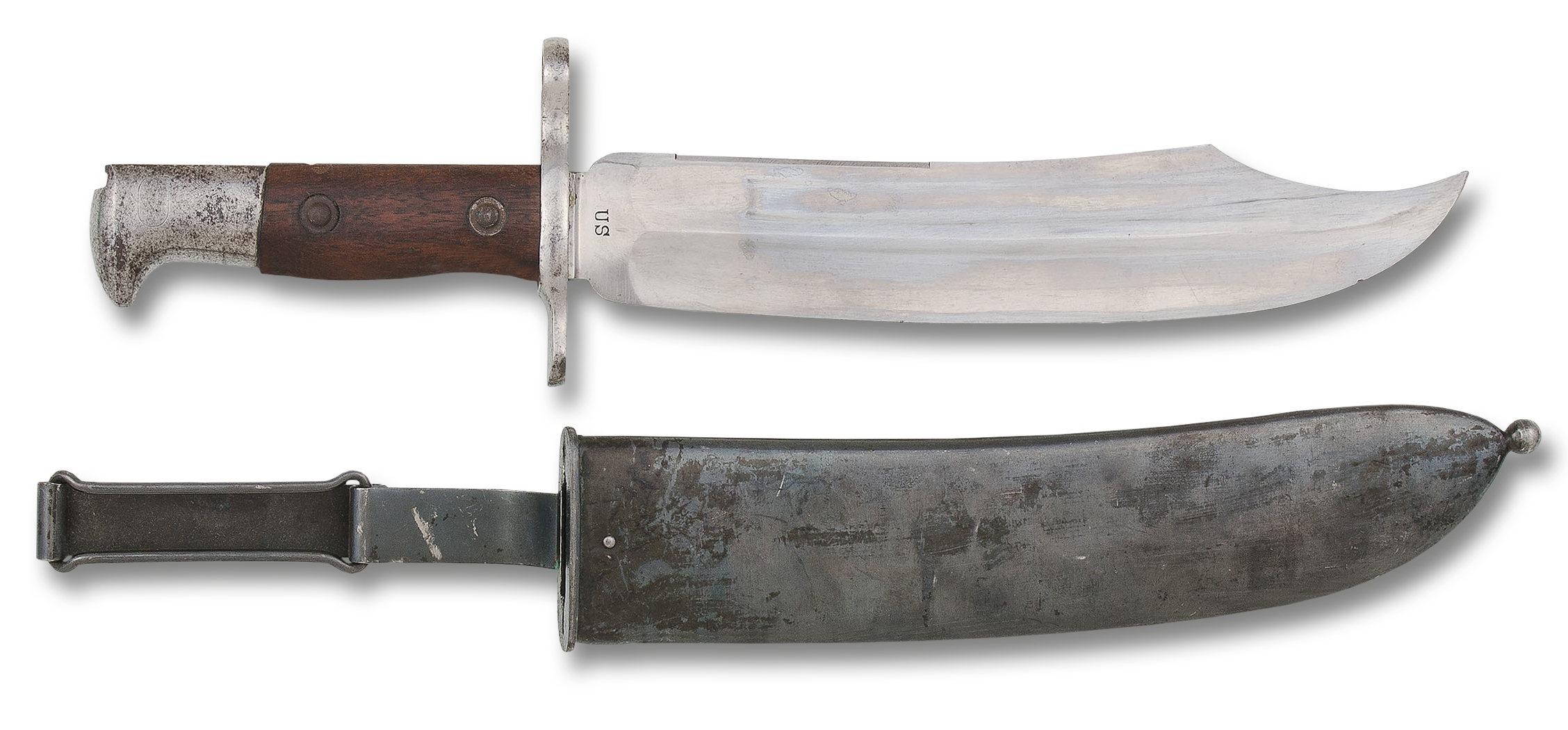
Krag Bowie-Bajonett, US gestempelt, datiert 1900